# Ironton (Misuri)
Ironton es una ciudad ubicada en el condado de Iron en el estado estadounidense de Misuri. En el Censo de 2010 tenía una población de 1460 habitantes y una densidad poblacional de 405,55 personas por km².

## Geografía
Ironton se encuentra ubicada en las coordenadas 37°35′45″N 90°37′45″O / 37.59583, -90.62917. Según la Oficina del Censo de los Estados Unidos, Ironton tiene una superficie total de 3.6 km², de la cual 3.48 km² corresponden a tierra firme y (3.38%) 0.12 km² es agua.

## Demografía
Según el censo de 2010, había 1460 personas residiendo en Ironton. La densidad de población era de 405,55 hab./km². De los 1460 habitantes, Ironton estaba compuesto por el 96.16% blancos, el 1.71% eran afroamericanos, el 0.34% eran amerindios, el 0.07% eran asiáticos, el 0% eran isleños del Pacífico, el 0.14% eran de otras razas y el 1.58% pertenecían a dos o más razas. Del total de la población el 1.51% eran hispanos o latinos de cualquier raza.